# Praxe académica
A praxe académica é uma prática secular organizada em Portugal por estudantes em instituições de ensino. O termo Praxe refere-se não apenas às atividades de ingresso, mas também ao conjunto de regras e regulamentos que regem as relações hierárquicas e sociais da comunidade estudantil, nomeadamente o uso do traje académico, a benção de finalistas e variadas atividades académicas. A praxe é, pois, o conjunto de determinações respeitantes ao protocolo e etiqueta que orientam o modus procedendi e o modus operandi do estudante, no exercício da sua cidadania académica e vivência das várias manifestações da Tradição.

## Etimologia
A palavra "praxe", por sua vez, advém do sentido de costume, rotina, etiqueta ou pragmática que a palavra expressa tradicionalmente, derivando do grego πρᾱξις.

## Origens
As origens da praxe académica podem ser encontradas nas primeiras universidades, na Europa da Idade Média. Nestas instituições, surgiu o hábito de separar veteranos e caloiros, aos quais não era permitido assistirem às aulas no interior das respectivas salas, mas apenas nos seus vestíbulos. Devido à origem eclesiástica de muitas universidades, os caloiros eram submetidos pelos veteranos a uma tonsura (corte do cabelo em forma de coroa) similar à devida aos clérigos. A praxe da coroa foi depois reproduzida nos Liceus de Portugal e ainda hoje é praticada das Escolas Secundárias que são Antigos Liceus, sendo uma praxe exclusiva para rapazes, sendo executada por veteranos rapazes sobre caloiros rapazes.
Em Portugal, houve praxes violentas (como o notório "canelão"), que são registadas a partir do século XVIII na Universidade de Coimbra. Não por coincidência, estudantes da elite brasileira que, por lá, realizaram parte de seu processo educativo levaram a "novidade" para o Brasil.

## Abuso
Ao longo da História houve registo de praxes abusivas ou violentas. A praxe é considerada abusiva quando é realizada em contradição das próprias regras da praxe. A praxe é violenta quando os caloiros são sujeitos a violência física ou psicológica.
O jornal O Público relata o que viu numa praxe no Instituto Politécnico de Beja em 2012:
«Na mata municipal perto da ESTIG, um jovem foi obrigado a fazer flexões com as pontas dos pés e as mãos apoiadas em tijolos rodeado de veteranos e veteranas que o visavam com impropérios ofensivos. Quando terminou o "exercício", estava completamente exausto e alagado em suor e com dificuldade em aguentar-se de pé.»
Um ex-aluno de uma escola do Instituto Politécnico de Beja, enviou a um órgão de comunicação social um depoimento sobre a sua experiência:
«Nesse dia assisti a algumas cenas menos felizes por parte dos praxantes, desde obrigarem caloiros a partilhar cebolas como refeição, caloiros pintados com marcadores Raidex, que são utilizados em gado, constante abuso quer físico quer psicológico. Cheguei mesmo a assistir a raparigas a serem passeadas pelos praxantes com uma trela e de gatas em terreno hostil. Os caloiros neste Politécnico são sujeitos a uma pressão esmagadora por parte dos alunos mais antigos.»
Em 2012, docentes da Universidade de Coimbra solicitaram aos órgãos da Universidade a interdição de formas de praxe consideradas indignas. Em causa a agressão a duas estudantes durante a madrugada no âmbito de uma denominada «atividade de praxe».
Em dezembro de 2013, seis estudantes da Universidade Lusófona de Humanidades e Tecnologias morreram na praia do Meco, alegadamente durante a prática de um ritual de praxe dos membros da comissão de praxe da Universidade. Foi, aberto um processo judicial tendo em vista apurar o que ocorreu nessa noite, que mais tarde concluiu que o acidente não ocorrera devido a rituais de praxe.
As Universidades e os próprios organismos da Praxe têm vindo a promover o fim das praxes abusivas ou violentas.
Oficialmente a participação na Praxe é voluntária. Contudo ao caloiro que se recusar a participar nas atividades de praxe são muitas vezes endereçadas várias represálias.

## Praxe, lei e tradição em Portugal
Desde a edição do 1.º código de Praxe de Coimbra (1957), há uma confusão entre Praxe e Tradição, definindo-se praxe como conjunto de usos e costumes, quando, na verdade, é, isso sim, o regulamento que rege esse conjunto de usos e costumes.
É importante perceber-se que existem duas dimensões a observar no que respeita à cultura académica, de modo a perceber-se da noção correcta de praxe:
1. as tradições académicas que englobam, por exemplo, não apenas a queima, mas as tunas, os grupos de fado etc.
2. a praxe, como conjunto de normas que regram e definem o seguinte:

- as relações sociais entre os estudantes (direitos, deveres, proibições...), ais quais têm por base uma hierarquia (englobando, aqui, por exemplo, a definição e funcionamento dos organismos praxísticos);
- a etiqueta académica, na qual englobamos, por exemplo, o uso do traje e o seu porte adequado a cada ocasião, assim como as fórmulas de tratamento ou a nomenclatura adequada e própria – terminologia/gíria praxística;
- o protocolo, que define os espaços, modo e tempo dos actos académicos e como os mesmos se processam, como será o caso de uma imposição de insígnias, o modo de estar numa serenata, definição da hierarquia de faculdades para um desfile/cortejo, o modus operandi de um baptismo, de uma oração de sapiência.

Assim, a Praxe será entendida como a Lei Académica que define aquilo que, na Tradição, é objecto de regulamentação e que está sob a sua jurisdição (significa isso que nem tudo na Tradição Académica é -da- Praxe).
Diz António Nunes que "Praxe pode definir-se em sentido restrito como o conjunto de normas criadas e vivenciadas pelos estudantes que regulam as relações entre os novatos/caloiros e os alunos dos anos mais avançados (doutores) e ainda as relações entre os estudantes, lentes e futricas. Neste sentido, a Praxe é sinónimo de estilos ou leis que instituem as diversas hierarquias internas, os rituais de iniciação e de passagem, como usar o Trajo Académico, os objectos e espaços interditos, e também o regime de sanções disciplinares e de emancipações".

### Legislação relativa
O Regime Jurídico das Instituições de Ensino Superior (Lei n.º 62/2007, de 10 de setembro) estabelece, na alínea b) do n.º 4 do seu artigo 75.º, que constitui infracção disciplinar dos estudantes «a prática de actos de violência ou coacção física ou psicológica sobre outros estudantes, designadamente no quadro da praxe académica».
Compete aos reitores das universidades e presidentes dos institutos politécnicos o exercício do poder disciplinar, podendo as penas a aplicar aos estudantes ir até à interdição da frequência da instituição de ensino superior por cinco anos. Mesmo assim, a prática da praxe tem-se mantido ao longo dos últimos anos, tanto dentro das instalações de ensino público e suas imediações, como à volta das próprias reitorias, e etc.

### Codificações da praxe
- Palito Métrico (1746) e Correlativa Macarronea Latino-Portugueza (1765) de Antonio Duarte Ferrão, (pseudónimo do padre João da Silva Rebello) - Das 16 composições dedicadas à vida académica, que surgem na edição de 1942 (contendo exclusivamente textos do séc. XVIII), são 10 aquelas que, no próprio título, de referem a caloiros ou novatos.
- Leis extravagantes da Academia de Coimbra (1916), ou Codigo das muitas partidas, de Barbosa de Carvalho - Escrito em tom de paródia (e jogando com os conhecimentos em direito civil e criminal), o livro diz respeito à definição do caloiro e aos direitos de exploração do mesmo (lato sensu) por parte do Veterano.
- A Praxe Académicas de Coimbra (1925), de Dinis de Carvalho, Pereira da Mota e Sousa Ribeiro - Não é propriamente um código, ainda que parte da obra se organize em parágrafos e alíneas numerados, a maioria focados na relação entre doutores e caloiros (hierarquia, obrigações … – com os caloiros a só terem deveres).
- Código da Praxe de Coimbra (1957), de Mário S. de Andrade e Vítor D. Barros - Extensa regulamentação (279 artigos), ainda que envolvendo a totalidade da vida académica, se organiza fundamentalmente em torno da relação caloiro-doutor.

### Foro académico
Apesar de já existir como costume tacitamente aceite, embora impreciso, o foro académico, cível e criminal, tornou-se lei categórica pela carta régia de 4 de Maio de 1408, outorgada por El Rei D. João I.
A grosso modo, e para além dos deveres e regulamentos, estabelecia que sempre que necessitados, a população era obrigada a dar-lhes guarida, comida e esmola (uma tradição porventura herdada de Espanha, de que sobressai a figura do « sopista »;tinham isenções fiscais /tolerâncias diversas; não respondiam perante os tribunais civis, exceptuando crimes de sangue cujo exemplo mais conhecido é o da personagem Simão Botelho, no clássico “Amor de Perdição” de Camilo Castelo Branco.
Ao abrigo do foro académico, cuja justiça era bem mais branda que a civil, muitos crimes e excessos eram cometidos e o que mais revoltava a população era o facto dos estudantes, muitas vezes a coberto das suas capas (embuçados), cometerem diversos crimes, desde o roubo a diversos ajustes de conta por honra (insultos, espancamentos, assassinatos, raptos eram comuns), quer entre estudantes, quer com lentes ou com a população em geral. Durante anos, a população e os estudantes estão de costas viradas ou armas apontadas uns aos outros.
O juízo privativo da UC é extinto por força do art.º 145.º, alínea 16, da Carta Constitucional de 1826, sendo tal abolição reforçada pelo art.º 38.º do decreto de 16 de Maio de 1832 e pela portaria de 23 de Maio de 1834 (ano em que, em Espanha, também o foro é abolido e o traje estudantil proibido).
Só as forças armadas continuaram a possuir juízo privativo, castigos físicos, código de justiça e corpo de magistrados próprio. Com a extinção do Foro Académico (também designado pro Juízo da Conservatória da UC), os delitos extra-disciplinares passam a correr nos tribunais civis (Juízo Criminal da Comarca de Coimbra).
Mas porque se verificou a necessidade, urgente, de dotar a UC de meios e poderes mais amplos, e autónomos, de acção disciplinar, foi publicado no Diário do Governo de 25 de Novembro de 1839, o "Regulamento da Polícia Académico", chancelado pelas assinaturas de D. Maria II e Júlio Gomes da Silva Sanches.
Nascia, assim, a Polícia Académica.
Conhecido por "Decreto Sanches", tratava-se, afinal, do verdadeiro Regulamento Disciplinar da UC. Foi a este regulamento que se continuou a chamar de "Foro Académico", um erro que duraria por mais 71 anos. Este regulamento possuía poderes mais amplos que os comuns regulamentos disciplinares em vigor nos liceus, seminários ou colégios particulares, servindo de instrumento de enquadramento disciplinar e social. Este regulamento dotava a UC, das seguintes prerrogativas (que a Polícia Académica se encarregava de executar):
- Vigilância e manutenção da ordem em todos os espaços do Paço das Escolas Gerais e suas dependências;
- Inspecção dos uniformes docentes e discentes e dos oficiais administrativos;
- Policiamento nocturno das ruas, casas d ejogo clandestino, prostíbulos e tascas;
- Instauração de processos disciplinares por desrespeito, agressão, roubo e homicídio;
- Aplicação de penas através de acórdãos ratificados pelo Conselho de Decanos.

As penas que os estudantes mais detestavam (odiavam, mesmo) era a o encarrecramento na prisão académica ou a expulsão, temporária ou definitiva, da UC.
É difícil precisar quando surgiu pela primeira vez a contestação à praxe. Teófilo Braga, que viria a ser Presidente da República, relatou como no seu tempo os estudantes faltavam às aulas para fugir à praxe. Segundo ele, "Enquanto o estudante vivia em Coimbra, envolvido ou exposto às sangrentas investidas, tinha de andar "armado até aos dentes". Entretanto a praxe modificou-se e adaptou-se aos novos tempos, fazendo com que a praxe seja uma opção. Em 1902, um grupo de antipraxistas liderados por José de Arruela conseguiu acabar com o canelão, prática que consistia em agredir os novos alunos à canelada (daí o nome) ao passarem na Porta Férrea, único acesso ao complexo universitário.

#### Década de 1990
Na década de 1990 surgem movimentos organizados de combate à praxe, o Movimento Anti "Tradição Académica" (MATA) e o Antípodas. Em Coimbra e Aveiro surgem as BAP - Brigadas AntiPraxe e há novos Manifestos. Estes movimentos juntam estudantes na contestação a estas práticas e têm criado um clima de debate em torno da praxe, que até aí era assunto tabu.
O objectivo do grupo Antípodas é a realização de "uma recepção não hierárquica, baseada em relações de camaradagem de igual para igual e que encoraje a criatividade e o espírito crítico". Para o MATA, a "luta contra a praxe não é para nós um fim, por si só. Se nos indignamos com ela e com os trajes negros em que roçamos ao passar nos corredores da faculdade e na rua, é porque a chamada 'tradição académica' não sabe ser senão um veículo dos valores mais conservadores, sexistas, autoritários e passadistas que pode haver. Em vez disso, gostávamos de encontrar nas faculdades mais espaços de discussão sobre o que aí se passa e o que se passa no mundo, sobre aquilo que interessa às pessoas que nelas vivem várias horas dos seus dias. Em vez de organizar praxe, preferimos organizar actividades em que todos se sintam iguais com as suas diferenças e onde possamos criar objectos que reforcem o nosso desejo de mudar as nossas formas de estudar, de nos divertir e de viver".

#### O filmeRasgançoe o documentário "Academia de Submissos"
Em 2000 estreou o filme Rasganço, de Raquel Freire. Apesar de não conter uma mensagem antipraxe, o filme é por vezes crítico em relação ao fechamento da Universidade de Coimbra. O Conselho de Veteranos da Universidade de Coimbra emitiu um comunicado contra a película.
Mais recentemente, o filme-documental "Academia de Submissos", do realizador Hugo de Almeida, relata de forma crítica, ao longo de 9 vídeos, algumas situações da praxe académica.

#### O manifesto antipraxe de 2003
Em 2003, o MATA, o Antípodas e a República Marias do Loureiro, de Coimbra, juntaram-se para elaborar um manifesto antipraxe. O manifesto foi assinado por dezenas de personalidades, tais como Eduardo Prado Coelho, Baptista Bastos, Pedro Abrunhosa, Pacman, Rosa Mota, Vitorino, José Luís Peixoto, Manuel Cruz, Miguel Guedes e Sérgio Godinho.

#### As cartas do Ministro da Ciência, Tecnologia e Ensino Superior
No início do ano letivo de 2008 o Ministro da Ciência, Tecnologia e Ensino Superior, Mariano Gago, enviou uma carta a todas as universidades e institutos politécnicos onde afirma que "a degradação física e psicológica dos mais novos como rito de iniciação é uma afronta aos valores da própria educação e à razão de ser das instituições de ensino superior e deve pois ser eficazmente combatida por todos, estudantes, professores e, muito especialmente, pelos próprios responsáveis das instituições" e sublinha que "a extraordinária gravidade de algumas das ocorrências verificadas, de que resultou, nalguns casos, a própria incapacidade permanente de jovens estudantes, impõe hoje uma nova atitude de responsabilidade colectiva nesta matéria e não permite qualquer complacência com actos que — podendo e devendo ser prevenidos — revelam no espaço do ensino superior português insuportáveis violações do Estado de Direito."
No início do ano letivo de 2009 o Ministro, escrevendo de novo às instituições de ensino superior, considera que a praxe "embora afirmando uma intenção de integração dos novos alunos, mais não são que práticas de humilhação e de agressão física e psicológica de índole manifestamente fascista e boçal, indignas de uma sociedade civilizada e inconcebíveis em instituições de educação" e afirma que "a degradação física e psicológica dos mais novos como rito de iniciação é uma afronta aos valores da própria educação e à razão de ser das instituições de ensino superior e deve ser eficazmente combatida por todos: estudantes, professores e, muito especialmente, pelos próprios responsáveis das instituições", referindo ainda que, em relação às associações de estudantes "que num passado ainda bem recente, e em condições difíceis, pugnaram pelos valores da liberdade e da dignidade humana, espera-se um contributo activo, não só não acolhendo nem apoiando acções que, a coberto de pseudo intenções de integração dos jovens estudantes põem objectivamente em causa aqueles valores, como promovendo iniciativas no sentido de uma verdadeira integração na comunidade académica".

#### Os julgamentos dos praxistas
A comunicação social tem denunciado vários casos de violência no âmbito das praxe académica, onde, entre outros, se contam o de uma estudante de Santarém que foi coberta com excrementos depois de se ter declarado antipraxe, ou o do estudante da escola superior agrária de Coimbra que ficou com danos físicos graves irreversíveis. A estudante de Santarém recorreu aos tribunais e os praxistas foram punidos com o pagamento de uma multa, naquele que foi o primeiro julgamento relacionado com a praxe.
Um dos casos mais violentos teve lugar em 2001, quando Diogo Macedo, aluno de Arquitetura, da Universidade Lusíada, que era alvo frequente de alguma praxe, decidiu abandonar a tuna, e a praxe de despedida levou-o a ingressar no Hospital de Famalicão, onde faleceu 7 dias depois. O relatório da autópsia revelou que a causa da morte foi a "fractura da primeira vértebra cervical, arco posterior, com hematoma extenso no cerebelo direito". Nenhum dos elementos da tuna foi acusado.

## Praxe solidária
Alguns organismos da Praxe praticam a chamada "praxe solidária". São assim denominadas as atividades assistencialistas, e que envolvem a recolha de alimentos não perecíveis e roupas, doados posteriormente para creches, asilos e orfanatos, campanhas de doação de sangue para hospitais, ou dias de voluntariado em instituições de solidariedade social.